# Ясенов, Христо
Христо Ясенов (настоящие имя и фамилия — Христо Павлов Туджаров) (болг. Христо Ясенов; 24 декабря 1889, Етрополе, Болгарское княжество ‒ апрель 1925, Третье Болгарское царство) — болгарский поэт-символист.

## Биография

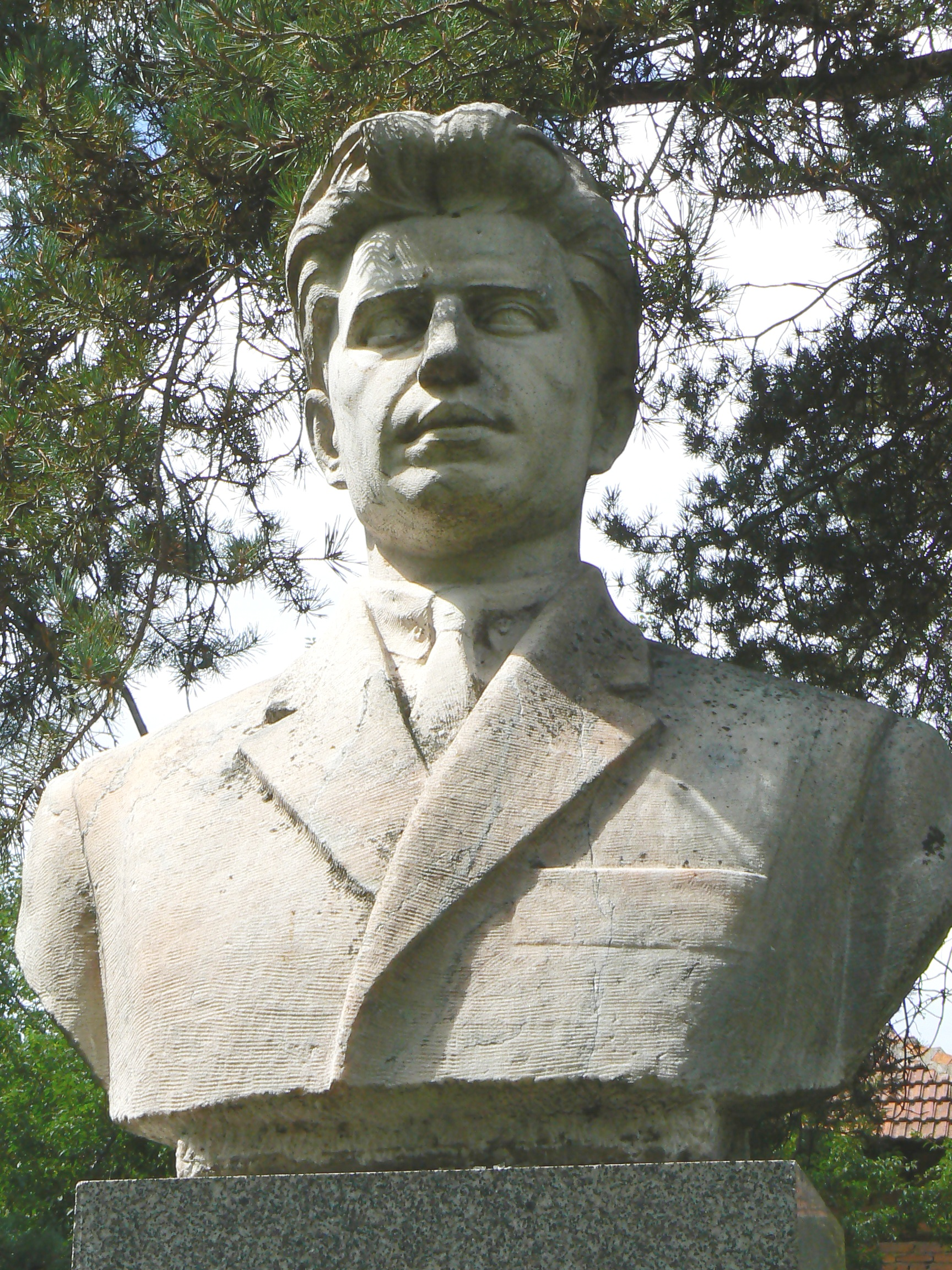
Памятник Христо Ясенову в Етрополе

В 1907 году был принят на учёбу в Государственную школу живописи в Софии (ныне Болгарская национальная художественная академия).
Писать стихи стал в студенческие годы. В 1909 познакомился с А. Страшимировым, который хвалил его первые поэтические работы и рекомендовал продолжать заниматься литературным творчеством. В 1913 году Ясенов отказался от членства в Союзе болгарских писателей (был избран посмертно в 1945 году). Принимал участие в Первой Балканской (1912—1913) и Вторая Балканской войнах (1913). Вернувшись в Софию, продолжил обучение в Художественной школе живописи.
Член Болгарской коммунистической партии с 1919 года.
Ранняя поэзия Х. Ясенова развивалась в русле символизма. С 1919 года, перейдя на реалистические позиции, писал стихи, проникнутые идеями революции и социализма. Отказался от концепции «искусство ради искусства» и обратился к политической сатире. Вместе с К. Кюлявковым основал журнал «Червен смях» (1919), где публиковал сатирические стихи, фельетоны, направленные против буржуазных порядков; сотрудничал с журналом «Пламя» (болг. Пламък) острой левой направленности Г. Милева.
Участник Сентябрьского восстания 1923 года. После восстания 1923 года Х. Ясенов ‒ член руководства организации помощи жертвам белого террора, редактор её бюллетеней. Преследовался за коммунистическую деятельность. После поражения в марте 1924 г. был интернирован в городке Горна Джумая. В связи с многочисленными протестами творческих кругов его освободили уже в начале апреля. После апрельских событий 1925 года и организованного коммунистами взрыва в соборе Святой Недели в Софии Христо Яссенов «бесследно» исчез. Погиб в застенках софийской полиции.

## Творчество
Единственный том поэзии, изданный при жизни Ясенова, «Замыкание» (1921), содержит произведения, заимствованные из поэтики болгарского символизма. В основном это тексты, написанные в 1909—1912 годах и опубликованные в литературной прессе до 1919 года, вдохновленные концепцией «чистого искусства», воспевающие красоту природы, выражающие тоску по сверхъестественному, фантастическому миру.
Поэма «Петроград» (1917), написанная под влиянием событий Октябрьской революции в России — одно из самых выразительных произведений его творчества.
Помимо литературных произведений, художественное наследие Ясенова также составляют картины, в основном, портреты, среди которых, портрет Антона Страшимирова.